# A rendfenntartó
A rendfenntartó (eredeti cím: The Responder) 2022 és 2024 között futott brit  drámasorozat, amelyet Tony Schumacher alkotott és írt. A főbb szerepekben Martin Freeman, Adelayo Adedayo, Warren Brown, MyAnna Buring és Emily Fairn látható.
Egyesült Királyságban 2022. január 24-én a BBC One, Magyarországon 2022. március 13-án a Cool TV mutatta be.
2022 márciusában berendelték a második évadot.

## Ismertető
Chris Carson egy Liverpoolt lefedő rendőrség tisztje, akit lefokoztak és éjszakai műszakokat vállal a városközpontban. Társa Rachel Hargreaves, egy tapasztalatlan és még idealista rendőr, aki a szabályok szerint akar játszani. Carl Sweeney egy középszintű drogdíler, akinek kokainkészletét Casey, egy helyi drogfüggő lopta el. Chris megpróbál segíteni Caseynek, és eközben keresztbe tesz Carlnak. Carson ellentmondásos és kompromittált ember, kissé megosztott lojalitással, a jóra való törekvéssel, de a gyermekkori traumák által kiváltott erőszakos vonásokkal, amelyeket a rendőrségnél szerzett tapasztalatai súlyosbítanak. Felügyelőből lefokozták, és egy korrupciós vizsgálat keretében üldözi az illetékes tiszt, akinek az indítékai nem biztos, hogy teljesen őszinték. A munka és Chris mentális állapotának hatásai a családját is megviselik.

## Szereplők

### Főszereplők
| Szereplők         | Színész              | Magyar hang      | Leírás                                             |
| ----------------- | -------------------- | ---------------- | -------------------------------------------------- |
| Chris Carson      | Martin Freeman       | Görög László     | Lefokozott rendőr.                                 |
| Rachel Hargreaves | Adelayo Adedayo      | Nádasi Veronika  | Próbaidős rendőrtiszt.                             |
| Raymond Mullen    | Warren Brown         | Hevér Gábor      | Lefokozott tiszt, akinek a baltát kell csiszolnia. |
| Kate Carson       | MyAnna Buring        | Bognár Anna      | Chris felesége.                                    |
| Casey             | Emily Fairn          | Gyöngy Zsuzsa    | Drogfüggő.                                         |
| Marco             | Josh Finan           | Előd Álmos       | Casey barátja.                                     |
| Ian               | Philip S. McGuinness | Juhász Zoltán    | Carl csatlósai.                                    |
| Barry             | Mark Womack          | Bordás János     | Carl csatlósai.                                    |
| Carl Sweeney      | Ian Hart             | Gyabronka József | Drogdíler.                                         |
| June Carson       | Rita Tushingham      | Tímár Éva        | Chris anyja.                                       |
| Ellie Mullen      | Kerrie Hayes         | Kis-Kovács Luca  | Raymond felesége és Kate legjobb barátnője.        |
| Jodie Sweeney     | Faye McKeever        | Zakariás Éva     | Carl felesége.                                     |
| Davey             | David Bradley        | Szabó Endre      | Helyi hajléktalan férfi.                           |
| Diane Gallagher   | Christine Tremarco   | Haffner Anikó    | Greg testvére.                                     |
| Deborah Barnes    | Amaka Okafor         |                  | Chris főnöke.                                      |
| Greg Gallagher    | James Nelson-Joyce   |                  | Drogbáró.                                          |

### Mellékszereplők
| Szereplők     | Színész              | Magyar hang       | Leírás               |
| ------------- | -------------------- | ----------------- | -------------------- |
| Lynne Renfrew | Elizabeth Berrington | Szőlőskei Tímea   | Chris terapeutája.   |
| Steve         | Philip Barantini     | Nádas Gábor Dávid | Rachel barátja.      |
| Joe           | Philip Whitchurch    |                   | Casey nagyapja.      |
| Tilly Carson  | Romi Hyland-Rylands  | Prokópius Maja    | Chris és Kate lánya. |

## Epizódok
| Sor. | Év. | Cím                            | Rendező          | Író             | Premier                            |
| ---- | --- | ------------------------------ | ---------------- | --------------- | ---------------------------------- |
| 1.   | 1.  | Lavina (Episode 1)             | Tim Mielants     | Tony Schumacher | 2022. január 24. 2022. március 13. |
| 2.   | 2.  | Az új társ (Episode 2)         | Tim Mielants     | Tony Schumacher | 2022. január 24. 2022. március 13. |
| 3.   | 3.  | A gyanú árnyékában (Episode 3) | Fien Troch       | Tony Schumacher | 2022. január 24. 2022. március 14. |
| 4.   | 4.  | Leszámolás (Episode 4)         | Fien Troch       | Tony Schumacher | 2022. január 24. 2022. március 14. |
| 5.   | 5.  | Leleplezések (Episode 5)       | Philip Barantini | Tony Schumacher | 2022. január 24. 2022. március 15. |
| 6.   | 6.  | Hazugságok (Episode 6)         | Philip Barantini | Tony Schumacher | 2022. január 24. 2022. március 15. |